# San Juan Nepomuceno (Paragwaj)
San Juan Nepomuceno – miasto w Paragwaju, w departamencie Caazapá.